# Saoirse na hÉireann

Saoirse na hÉireann (français : Liberté de l'Irlande, abrégé en SnaÉ), est un petit groupe paramilitaire républicain irlandais formé en 2005 et principalement constitué de jeunes républicains de Belfast et de sa région. De nombreux observateurs donnent ce groupe comme étant démantelé dès 2007.

## Historique
En février 2006, la Commission indépendante de surveillance (IMC) rapporte qu’un nouveau groupe républicain indépendant, se nommant lui-même Saoirse na hÉireann vient de se former en même temps qu’un autre dénommé Óglaigh na hÉireann juste après une scission au sein de l’Armée républicaine irlandaise de la continuité. Le rapport de la commission affirme que le SnaÉ est l’auteur de nombreuses fausses alertes à la bombe.
En avril 2006, la Commission rapporte que le groupe est en train de recruter de nouveaux membres. Le groupe est alors à l’origine de l’alerte à la bombe qui a eu lieu en décembre 2005 et qui a provoqué une grande panique parmi la foule rassemblée au champ de course de Down.
L’existence même du groupe a toujours été remise en doute par certains intervenants en Irlande du Nord. La Commission indépendante de surveillance  a déclaré ne pas savoir depuis quand le groupe est véritablement actif ni même combien de temps il l’a été. Richard Walsh, membre du Ard Chomhairle, le comité exécutif national, du Sinn Féin remet lui en cause l’existence même du groupe. Il déclare à ce sujet : « Nous ne prêtons pas beaucoup attention aux rapports de l’IMC. Pour être honnête, je n’ai jamais entendu parler d’un groupe appelé Saoirse na hÉireann et je ne pense pas que beaucoup d’autres personnes n’en ont entendu parler non plus ».